# Seznam indonezijskih pesnikov
Seznam indonezijskih pesnikov.

## B
- Sutardji Calzoum Bachri

## H
- Fathyen Hamamah
- Amir Hamzah

## K
- Herman Kamra

## V
- Daery Viddy